# ASOBINOTES
ASOBINOTES（アソビノオト）は、バンダイナムコエンターテインメントのサウンドエンターテインメント事業、および音楽レーベル。

## 概要

ASOBINOTESのロゴ

バンダイナムコエンターテインメントは2019年10月21日にサウンドエンターテインメント事業として「ASOBINOTES」を開始することを発表した。
レーベルの創設者は、同社所属のプロデューサー子川拓哉である。
「ASOBINOTES」のロゴは、「ASOBI＝アソビ」と「NOTES＝音符」のそれぞれの頭文字「A」と「N」の組み合わせた「∞」を構成し、2次元でありながら3次元の奥行きを持つものである。また、「ASOBINOTES」が「無限に広がっていくこと」「2次元と3次元に渡ってアソビを展開すること」を表している。
2023年4月に開業したnamco TOKYO内には同社のキャラクターのDJコーナーや飲食コーナーを設けた「MUSIC&PLAYLOUNGE『ASOBINOTES』」がある。

## 音楽制作参加作品
- 電音部（2020年）
- アイドルマスター ポップリンクス（2021年）
- アクア☆マジック（2021年）
- SUKIMA music（2021年）
- Visual Karma（2021年）
- ドラマチックライブステージ『アイドルマスター SideM』（2022年）
- vα-liv（2023年）
- 学園アイドルマスター（2024年）

## イベント
ASOBINOTES ONLINE FES
2020年6月28日にSTUDIO COASTにて無観客で開催されたライブイベント。アソビストアとTwitchにてライブ配信を実施。
総合司会は佐野電磁。出演アーティストはkz（livetune） with Mika Pikazo、TAKU INOUE、石濱 翔、田中秀和、DJ小宮有紗、DJ和、高橋花林、佐藤貴文など。
ASOBINOTES ONLINE FEST 2nd
2020年12月31日から2021年1月1日にかけて豊洲PITにて無観客で開催されたライブイベント。ASOBISTAGEにて有料チケット制でライブ配信を実施。同プラットフォームでの配信はこのライブイベントが初めてとなった。
NEO MIX powered by ASOBINOTES
2025年1月18日に東急歌舞伎町タワー内の「ZEROTOKYO」、「新宿カブキhall〜歌舞伎横丁」および「namco TOKYO」にて開催されたイベント。ASOBINOTESのコンテンツに関わるトラックメイカーやアーティストなど40組以上が出演する大型サーキットイベントとしている。